# Furan
De Furan of Furens is een 36 km lange rivier in de regio Auvergne-Rhône-Alpes, Frankrijk. Hij ontspringt in Le Bessat, stroomt door de stad Saint-Étienne, en mondt te Andrézieux-Bouthéon uit in de Loire.
De rivier heeft een sterk verval en een sterk wisselend debiet. Op de rivier zijn twee stuwdammen, die van Gouffre d'Enfer en van Pas de Riot.
De belangrijkste zijrivieren zijn de Furet, de Onzon, de Malval en de Rieudelet. De rivier stroomt door dertien gemeenten, waaronder Le Bessat, Tarentaise, Saint-Étienne, La Fouillouse, en Andrézieux-Bouthéon.
- Bibliothèque nationale de France: cb13547576k (data)
- Système universitaire de documentation: 050800345
- Virtual International Authority File: 2144648115383969593